# Coscienza di classe
Coscienza di classe può definirsi, in generale, la consapevolezza di essere inseriti in una determinata classe sociale, tramite l'analisi della posizione sociale acquisita nell'ambito della società osservata. Assieme agli altri membri appartenenti alla classe, l'individuo condivide interessi, talvolta, conflittuali con quelli delle altre classi costituenti la società.

## Nella storia del pensiero politico
Nell'era moderna Hegel (1770-1831) si soffermò a lungo su questa tematica, sostenendo che l'appartenenza del soggetto ad una classe non poteva prescindere dalla volontà dell'individuo. Secondo il filosofo idealista, l'atto di identificarsi in una classe non è degradante, poiché consente la realizzazione dell'unità del particolare e dell'universale.
Marx rigettò gran parte del pensiero hegeliano affermando che sono le condizioni materiali, economiche e politiche, a influenzare le idee e la volontà e non viceversa, perciò la coscienza è 
determinata dalla cosiddetta sovrastruttura, che viene stabilita dai rapporti di lavoro e di produzione. Inoltre, secondo Marx, gli individui formano una classe solamente se costituiscono una organizzazione politica o una associazione diffusa a livello almeno nazionale.
Gramsci scriverà che la coscienza di classe deve forgiare la nuova classe proletaria, abituarla all'esercizio del potere, ordinare le forze storiche in modo che si uniscano e che acquisiscano la capacità di ragionare in prospettiva.

## Interpretazione marxista
Per coscienza di classe si intende la presa di coscienza da parte del proletariato della propria condizione di classe sociale. È da notare come la letteratura marxista parli raramente di coscienza di sé da parte della borghesia, proprio perché attribuisce al proletariato il compito storico di liberare se stesso e, contestualmente, tutta l'umanità e definisce falsa coscienza quella borghese perché riflette e legittima gli interessi sociali della classe dominante.

Il proletario infatti si impoverisce in modo direttamente proporzionale al valore della merce che produce. Dal momento che, secondo l'ideologia marxista, solo dalla presa di coscienza può scaturire la solidarietà tra i proletari e quindi la rivoluzione, si può affermare che la coscienza di classe è propedeutica alla rivoluzione proletaria.
A diffondere la coscienza di classe dev'essere, nell'ortodossia comunista, il Partito attraverso una rete di associazionismo operaio e contadino e soprattutto divulgando la conoscenza delle leggi atte allo sviluppo sociale, per farle comprendere ai proletari.
La debole coscienza di classe contemporanea presente nella società di tipo capitalistico statunitense, è giustificata dalla forte differenziazione sociale, nella diffusione di nuovi strati sociali intermedi, nella uniformizzazione dei consumi e dei modelli culturali.

### Critica
Il filosofo politico polacco Leszek Kolakowski contestava l’idea che la coscienza di classe potesse essere instillata dall’esterno da un partito d’avanguardia. In Correnti principali del marxismo e in altri suoi scritti, egli afferma che, per raggiungere un'unità di teoria e prassi, la teoria non deve solo tendere verso la realtà nel tentativo di cambiarla; anche la realtà deve tendere verso la teoria. Altrimenti, il processo storico conduce una vita propria, mentre i teorici creano le loro piccole teorie, aspettando disperatamente qualche tipo di possibile influenza sul processo storico. D'ora in poi la realtà stessa dovrà tendere verso la teoria, facendone “l'espressione dello stesso processo rivoluzionario”. A sua volta, una teoria che abbia come obiettivo quello di aiutare il proletariato a raggiungere la coscienza di classe deve essere innanzitutto una "teoria oggettiva della coscienza di classe". Ma - obietta Kolakowski - la teoria in sé è insufficiente e si basa in ultima analisi sulla lotta dell'umanità e del proletariato per la coscienza: la "teoria oggettiva della coscienza di classe è solo la teoria della sua possibilità oggettiva".
L'economista della Scuola Austriaca Ludwig von Mises ha invece affermato che "Marx confonde [ndr] le nozioni di casta e classe". Mises ammetteva che la coscienza di classe e la lotta di classe ad essa associata fossero concetti validi in alcune circostanze in cui esistono rigide caste sociali (ad esempio, quando la schiavitù è legale e gli schiavi hanno un motivo comune per voler porre fine al loro status svantaggiato rispetto alle altre caste), ma quella della classe sarebbe una distinzione arbitraria nella società capitalista dove esiste l’uguaglianza davanti alla legge. Mises credeva che nel capitalismo la ricchezza di un individuo non influenzasse molto il modo in cui si viene trattati dai legislatori, dalle forze dell’ordine o dai tribunali.

Il seguace di Mises Murray Rothbard sosteneva che il tentativo di Marx - di rappresentare lavoratori e capitalisti come due gruppi monolitici - era falso perché lavoratori e capitalisti competono abitualmente tra loro stessi, come gli imprenditori capitalisti in competizione tra loro per il dominio del mercato, o i lavoratori nativi in competizione con lavoratori immigrati per posti di lavoro. Rothbard disse che se c’è un conflitto costante tra i membri della stessa classe (come, ad esempio, tra proprietari terrieri, nobiltà o proprietari di schiavi), allora è assurdo affermare che questi proprietari terrieri, nobili e proprietari di schiavi possano anche avere interessi oggettivi condivisi tra loro (contro una classe diversa come sarebbero i loro operai, contadini o schiavi).